# Wu-chan

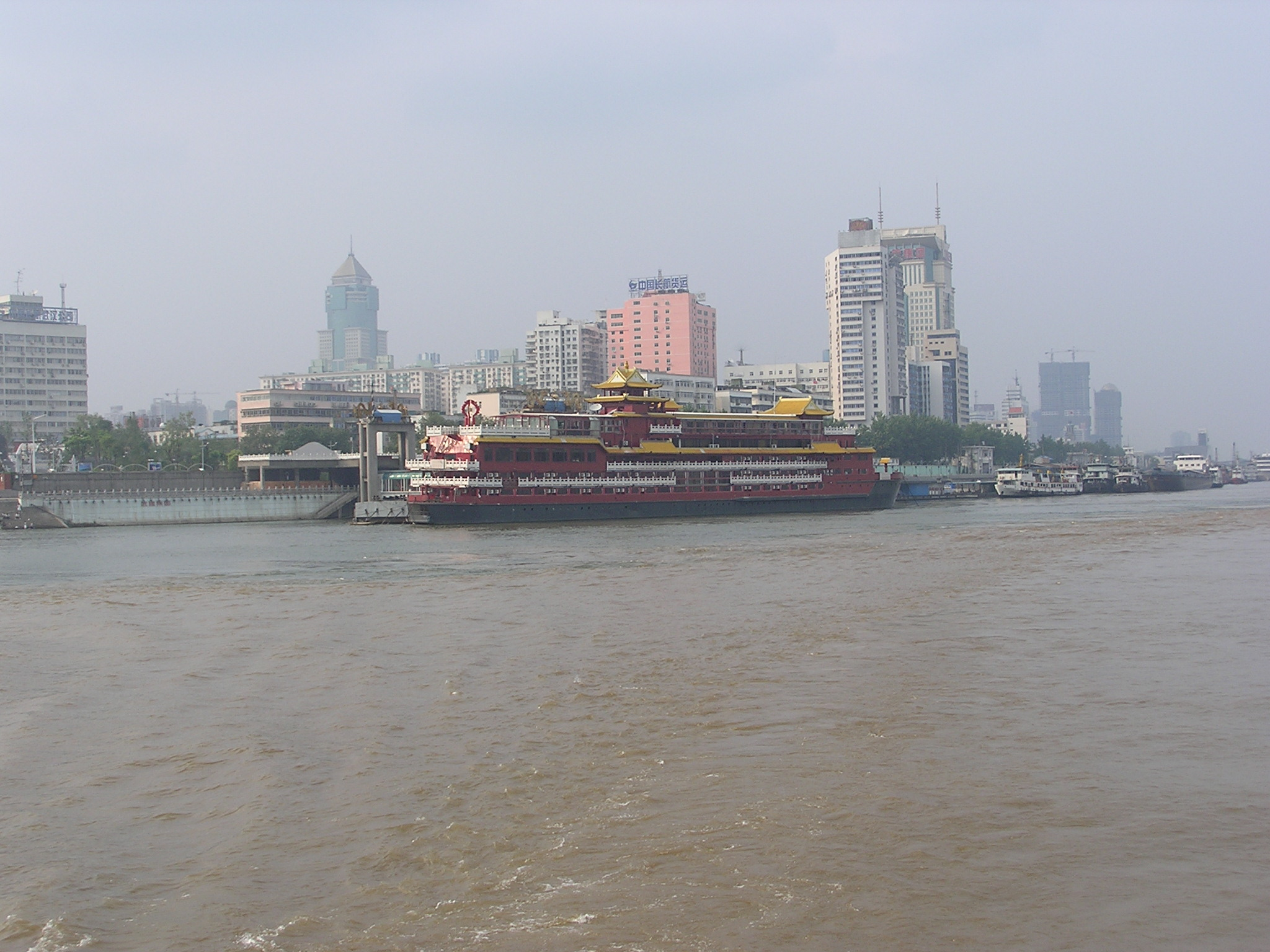
Pohled na wuchanský přístav

Wu-chan (čínsky pchin-jinem Wǔhàn, znaky zjednodušené 武汉, tradiční 武漢, audio:  武漢/Wu-chan) je městská prefektura a hlavní město čínské provincie Chu-pej, je nejlidnatějším městem ve střední Číně. Město vzniklo spojením tří měst v roce 1927, roku 2020 v celé prefektuře na ploše 8 575 km² žilo dvanáct a půl milionu obyvatel.
Město se nachází u soutoku řek Jang-c’-ťiang a Chan-ťiang. Jedná se o konglomeraci tří původních měst, kterými byly Wu-čchang, Chan-kchou a Chan-jang, a současný Wu-chan je tedy známý jako "dopravní tepna devíti provincií". Je hlavní dopravní tepnou s desítkami železničních tepen, silnic a dálnic, které procházejí městem. V současnosti je Wu-chan uznáván jako politické, ekonomické, finanční, kulturní, vzdělávací a dopravní centrum centrální Číny. Roku 2004 ve Wu-chanu, jako šestém čínském městě, zahájilo provoz metro. Sídlí zde Wuchanská univerzita.
Wu-chan je spojen vysokorychlostní železniční tratí s Kantonem. Představuje třetí největší vzdělávací centrum státu po Pekingu a Šanghaji.
Od roku 2014 je dějištěm ženského tenisového turnaje na okruhu WTA Tour – Wuhan Open, jenž je zařazen do kategorie Premier 5.
Wu-chan je známý největší továrnou na čokoládu v celé Číně.
Na konci roku 2019 se ve městě objevil nový typ koronaviru, rozšířený pravděpodobně od netopýrů. Koncem ledna 2020 čínské úřady zřídily karanténu, ve které se ocitlo jedenáct měst včetně Wu-chanu s přibližně 37 miliony obyvatel. V období koronavirové pandemie nebylo možné do Wuchanu cestovat.

## Lidskoprávní situace
Zpráva nevládní organizace WOIPFG z roku 2003  uvádí, že v čínské provincii Chu-pej, jejímž hlavním městem je právě Wu-chan, byl takzvaným Úřadem 610 od začátku roku 2000 vytvořen jurisdikcích provincie velký počet míst, kde mělo docházet k takzvané „převýchově“ následovníků Fa-lun-kungu.
Další zpráva z ledna 2005  shrnuje výčet vládních úředníků z Wu-chanu, kteří se měli podílet na řízení represí proti následovníkům Fa-lun-kungu, které čínský režim odstartoval 20. července 1999 v celostátním měřítku.

### Ženská věznice ve městě Wu-chan
Ženská věznice ve městě Wu-chan patří k největším v provincii Chu-pej, pojme okolo 3,000 vězeňkyň. Stránka Minghui.org, která dlouhodobě sleduje vývoj represí duchovního hnutí Fa-lun-kung (Falun Gong) v Číně od roku 2000, zveřejnila celou řadu výpovědí vězeňkyň, které byly v zařízení internovány, protože se věnovaly Fa-lun-kung.   
Podle stránky Minghui.org, která zveřejnila článek od jednoho z obyvatel města Wu-chan, ve městě fungovala nebo fungují různá převýchovná a zadržovací centra. Lidé pronásledovaní čínským režimem jsou také posíláni do místních psychiatrických léčeben. Ve městě Wu-chan údajně fungovalo několik institucí, které se přímo podílely na „převýchově“ následovníků Fa-lun-kungu. Mezi ně patří například Právní vzdělávací institut provincie Chu-pej, Drogové rehabilitační centrum Shizishan, Pracovní tábor Hewan, vězení Qinduankou, Vězeňská stanice Hongshan. 

### Další případy
Dne 6. listopadu 2019, mělo podle listu The Epoch Times údajně dojít k zatčení 636 následovníků Fa-lun-kungu po celé Číně, z čehož největší počet zatčení měl proběhnout právě ve městě Wu-chan u příležitosti 70. výročí převzetí moci komunistickou stranou v Číně. Došlo údajně k prohlídkám jejich domů, zabavování majetku a policejní brutalitě. K dalším zatčením mělo dojít před pořádáním Vojenských světových her (2019 Military World Games) v provincii Chu-pej od 18. do 27. října 2019.

## Správní členění
Subprovinční město Wu-chan se člení na třináct celků okresní úrovně, všechno městských obvodů.
| 1 2 3 4 5 Čching-šan Chung-šan Tung-si-chu Chan-nan Cchaj-tien Ťiang-sia Chuang-pchi Sin-čou 1. Ťiang-an 2. Ťiang-chan 3. Čchiao-kchou 4. Chan-jang 5. Wu-čchang |          |                       |             |                                         |
| Název | Název    | Počet obyvatel (2020) | Rozloha km² | Hustota zalidnění (obyv. na km²) (2020) |
| český přepis | znaky    | Počet obyvatel (2020) | Rozloha km² | Hustota zalidnění (obyv. na km²) (2020) |
| Městské obvody |          |                       |             |                                         |
| Cchaj-tien | 蔡甸区   | 930 818               | 1 093       | 852                                     |
| Čchiao-kchou | 硚口区   | 666 661               | 41          | 16 276                                  |
| Čching-šan | 青山区   | 431 818               | 104         | 4 136                                   |
| Chan-jang | 汉阳区   | 837 263               | 113         | 7 437                                   |
| Chan-nan | 汉南区   | 145 103               | 279         | 521                                     |
| Chuang-pchi | 黄陂区   | 1 028 000151 644      | 2 243       | 513                                     |
| Chung-šan | 洪山区   | 2 554 403             | 560         | 4 560                                   |
| Sin-čou | 新洲区   | 860 377               | 1 434       | 600                                     |
| Tung-si-chu | 东西湖区 | 845 782               | 488         | 1 734                                   |
| Ťiang-an | 江岸区   | 965 260               | 80          | 12 142                                  |
| Ťiang-chan | 江汉区   | 647 932               | 29          | 22 733                                  |
| Ťiang-sia | 江夏区   | 1 308 469             | 2 003       | 653                                     |
| Wu-čchang | 武昌区   | 1 102 188             | 109         | 10 077                                  |
| |          |                       |             |                                         |
| Celkem | Celkem   | 12 447 718            | 8 575       | 1 452                                   |

## Osobnosti spjaté s městem
- Li Wen-liang (1986–2020), čínský oftalmolog a whistleblower, který se jako jeden z prvních snažil upozorňovat na šíření nového typu koronaviru

## Partnerská města
- Arnhem, Nizozemsko (1999)
- Bordeaux, Francie (1998)
- Duisburg, Německo (8. října 1982)
- Houston, Spojené státy americké (10. září 2016)
- Chalkis, Řecko (2015)
- Christchurch, Nový Zéland (4. dubna 2006)
- Jihlava, Česko (2015)
- Kota Kinabalu, Malajsie (2015)
- Manchester, Spojené království (1996)
- Markham, Kanada (12. září 2006)
- Pittsburgh, Spojené státy americké (8. září 1982)
- Prefektura Óita, Japonsko (7. září 1979)
- San Francisco, Spojené státy americké (20. listopadu 2013)
- Saratov, Rusko (6. srpna 2015)
- Smyrna, Turecko (2013)
- St. Louis, Spojené státy americké (27. září 2004)
- Sydney, Austrálie (6. srpna 2015)
- Tijuana, Mexiko (2013)